# Aeroportul Internațional Nogales
Aeroportul Internațional Nogales (IATA: OLS, ICAO: KOLS, FAA LID: OLS) este un aeroport din Arizona, Statele Unite ale Americii ce deservește zona Nogales. Aeroportul a fost tranzitat în 2019 de 16 pasageri. A fost numit după zona deservită.
Situat la o altitudine de 1.205 m, aeroportul dispune de 1 pistă.

## Infrastructură

### Piste
Aeroportul dispune de o singură pistă. Pista 3/21 are suprafața de asfalt și dimensiunile 7.200 picioare × 100 picioare. 